# Айдакаєво
Айдака́єво (рос. Айдакаево) — присілок у складі Білокатайського району Башкортостану, Росія. Входить до складу Карлихановської сільської ради.
Населення — 336 осіб (2010; 338 у 2002).
Національний склад:
- башкири — 95 %